# Lubolz
Lubolz è una frazione (Ortsteil) della città tedesca di Lübben (Spreewald), nel Land del Brandeburgo.

## Storia
Nel 1993 il comune di Lubolz venne soppresso e aggregato alla città di Lübben (Spreewald).